# Acquarossa
Acquarossa é uma comuna da Suíça, no Cantão Tessino, com cerca de 1.750 habitantes. Estende-se por uma área de 61,7 km², de densidade populacional de 28 hab/km². Confina com as seguintes comunas: Anzonico, Aquila, Cavagnago, Ludiano, Malvaglia, Olivone, Rossura, Sobrio, Torre.
A língua oficial nesta comuna é o Italiano.